# Цастров, Генрих Адольф
Генрих Адольф фон Цастров (нем. Heinrich Adolf von Zastrow, 1801—1875) — прусский генерал от инфантерии, участник Франко-прусской войны 1870—1871 годов.

## Биография
Родился в Данциге 11 августа 1801 года, происходил из старинного прусского дворянского рода, сын полковника. В 1815 году был зачислен в Берлинский кадетский корпус, из которого выпущен 1 октября 1819 года в Отдельный гвардейский пехотный полк.
С 1823 по 1825 год Цастров проходил курс наук в Высшей военной школе. В 1826 году был прикомандирован к Инженерному корпусу. В 1828 году он опубликовал своей первый научный труд «Справочник по основным системам и типам укреплений» (2-е издание в 1839 году, 3-е издание в 1854 году). В 1839 году Цастров в качестве военного советника был командирован в Турцию, где провёл три года.
По возвращении он был произведён в капитаны и зачислен в 1-й гвардейский полк, служил по ведомству Генерального штаба.
В 1848 году Цастров с отличием принимал участие Шлезвигской войне. В апреле 1850 года он получил в командование батальон в бывшем королевском полку № 2 и был назначен комендантом города Штральзунд.
Произведённый в подполковники 28-го пехотного полка он переехал в Аахен, затем находился в Берлине в звании полковника и командира гвардейского гренадерского полка императора Александра II. С 1858 года командовал 19-й пехотной бригадой.
В Австро-прусскую войну 1866 года Цастров был уже генерал-лейтенантом и командиром 11-й дивизии.
В кампанию 1870—1871 года против Франции Цастров командовал 7-м армейским корпусом. Отличился в сражениях при Гравелоте, Шпихерне, Коломбей и при осаде Меца.
По окончании войны он был назначен членом Государственной комиссии обороны в Берлине, однако плохое состояние здоровья не позволило Цастрову продолжать службу и в 1872 году он вышел в отставку.
Скончался 12 августа 1875 года в больнице в Шёнеберге.
Написал «Geschichte der beständigen Befestigungskunst» (Лейпциг, 1854); перевёл на немецкий язык книгу Вобана «Traité de l’attaque des places»; издал анонимно «Carnot und die neuere Befestigung».